# Episodi de L'estate nei tuoi occhi (seconda stagione)
La seconda stagione della serie televisiva L'estate nei tuoi occhi, composta da 8 episodi, è stata pubblicata su Prime Video dal 14 luglio 2023 al 18 agosto 2023, nei paesi in cui il servizio è disponibile.
| n° | Titolo originale | Titolo in italiano | Pubblicazione  |
| -- | ---------------- | ------------------ | -------------- |
| 1  | Love Lost        | Amore perduto      | 14 luglio 2023 |
| 2  | Love Scene       | Scena d'amore      | 14 luglio 2023 |
| 3  | Love Sick        | Malato d'amore     | 14 luglio 2023 |
| 4  | Love Game        | Gioco d'amore      | 21 luglio 2023 |
| 5  | Love Fool        | Pazzo d'amore      | 28 luglio 2023 |
| 6  | Love Fest        | Amore folle        | 4 agosto 2023  |
| 7  | Love Affair      | Una storia d'amore | 11 agosto 2023 |
| 8  | Love Triangle    | Triangolo amoroso  | 18 agosto 2023 |